# El Pedregal
El Pedregal è un comune spagnolo di 83 abitanti situato nella comunità autonoma di Castiglia-La Mancia.